# Elytrigia
Elytrigia es un género de plantas herbáceas de la familia de las poáceas. Tiene alrededor de veinte especies oriundas de las regiones templadas. Son consideradas malas hierbas, de entre las cuales, la más conocida es Elytrigia repens.
Algunos autores lo consideran incluido en los géneros Agropyron, Elymus.
Comprende 158 especies descritas y de estas, solo 8 aceptadas.

## Taxonomía
El género fue descrito por Nicaise Augustin Desvaux y publicado en Nouveau Bulletin des Sciences, publié par la Société Philomatique de Paris 2: 190. 1810. La especie tipo es:  Elytrigia repens Desv.
Citología
El número cromosómico básico del género es x = 7, con números cromosómicos somáticos de 2n = 42, o 56, o 84 (rara vez), ya que hay especies diploides y una serie poliploide.
Etimología
Elytrigia: nombre genérico que puede derivar, bien del griego elytron para "envoltura o cubierta", o una combinación de los nombres genéricos Elymus y Triticum.

## Especies aceptadas
A continuación se brinda un listado de las especies del género Elytrigia aceptadas hasta septiembre de 2014, ordenadas alfabéticamente. Para cada una se indica el nombre binomial seguido del autor. abreviado según las convenciones y usos.
- Elytrigia disticha (Stapf) Prokudin
- Elytrigia × drucei Stace
- Elytrigia meotica (Prokudin) Prokudin
- Elytrigia × mucronata (Opiz ex Bercht.) Prokudin
- Elytrigia repens Desv.
- Elytrigia sosnovskyi (Hack.) Nevski
- Elytrigia stipifolia (Czern.) Nevski
- Elytrigia × tesquicola Prokudin